# Stanisław Puchalski (1920–2000)
Stanisław Puchalski (ur. 21 września 1920 w Garfield, zm. 20 sierpnia 2000 w Nisku) – polski urzędnik, żołnierz Armii Krajowej (ps. „Kozak”), Sprawiedliwy wśród Narodów Świata.

## Życiorys
Urodził się w Stanach Zjednoczonych jako syn Franciszka i Anny z domu Olko. Kilka lat później z matką i rodzeństwem przybył do Niska. Tutaj uczęszczał do szkoły powszechnej i Państwowego Gimnazjum im. Stefana Czarnieckiego, które ukończył w 1938. Następnie podjął naukę w liceum w Stalowej Woli, gdzie maturę uzyskał dopiero po wojnie.
Początkowo był związany z Narodową Organizacją Wojskową, a od 1943 był partyzantem w oddziale „Ojca Jana”. Brał udział w bitwie na Porytowym Wzgórzu.
Aresztowany jesienią 1944 w Jarosławiu przez NKWD, został wywieziony w głąb ZSRR. Stamtąd wrócił do kraju w 1946 i był szykanowany przez UB.
Podczas okupacji, będąc urzędnikiem w urzędzie gminy, wystawiał Żydom fałszywe dokumenty i razem z matką uratował w ten sposób kilkoro z nich. Za to oboje uhonorowano w 2000 tytułem Sprawiedliwych wśród Narodów Świata.
Był żonaty z Wiktorią Płachcińską (ślub w 1948), którą miał czworo dzieci: Jacka (ur. 1948), Marię (ur. 1950), Tadeusza (ur. 1955) i Antoniego (ur. 1957).